# 古座川

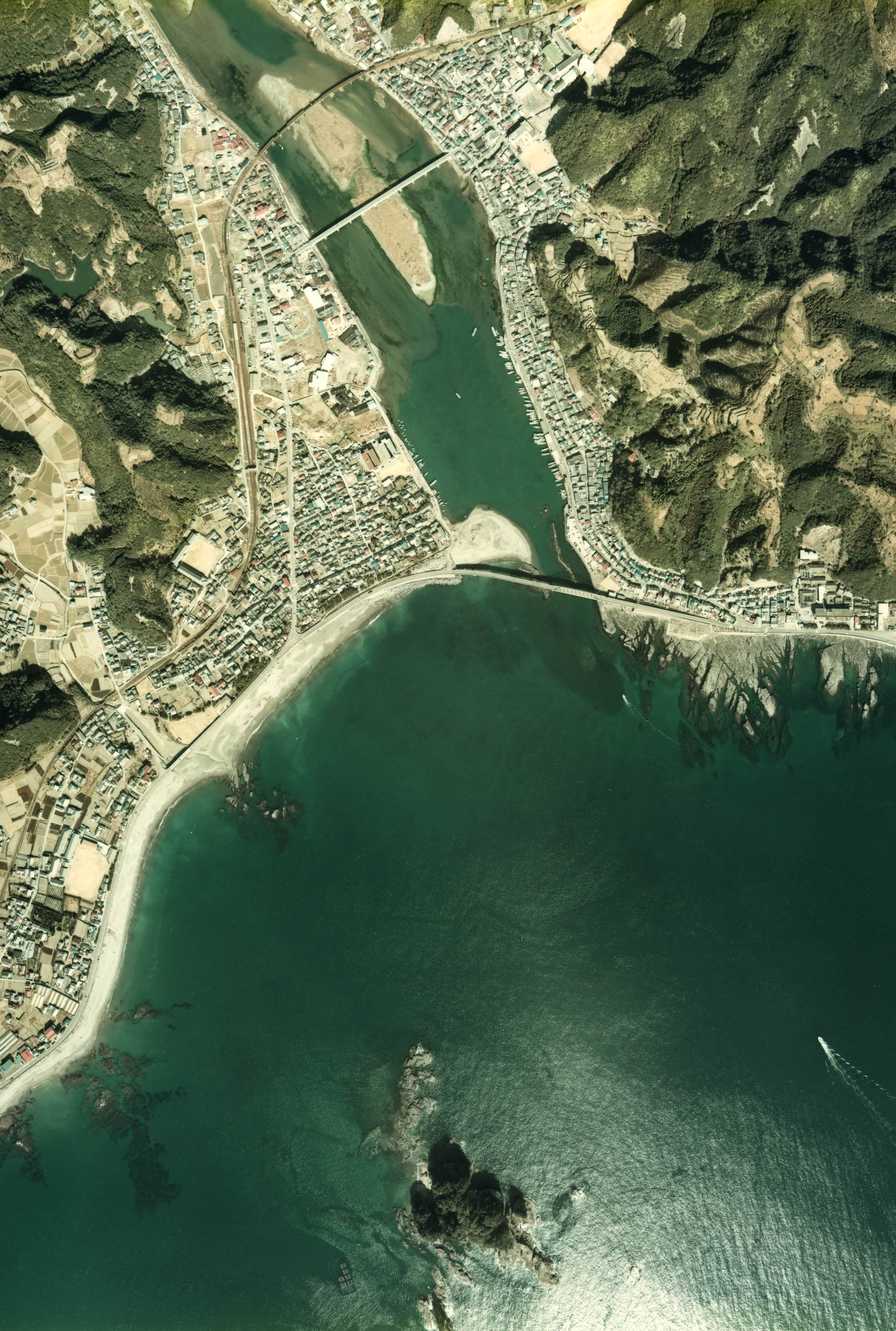
古座川河口付近の空中写真。下部中央の島は九龍島。1975年撮影。
。

古座川（こざがわ）は、和歌山県南部を流れる二級水系の本流。全流域が環境省の環境基準AA類型の清流である。
流域は古座川県立自然公園に指定されている。また「日本の秘境100選」と「平成の名水百選」および「日本の地質百選」に選定されている。

## 地理
和歌山県東牟婁郡古座川町の田辺市との境を成す大塔山南東麓に発して南流。七川貯水池で平井川を併せてから徐々に東に流れを変え、東牟婁郡串本町古座で熊野灘に注ぐ。
上流部は林業が盛んで、古くより「古座川材」と称する良質の材木を産してきた。全体に蛇行が顕著。吉野熊野総合開発により、中流域に七川ダムが1956年に竣工した。中流は桜の名所でもある。

## 自然
自治体、観光協会、南紀熊野ジオパークのジオサイト紹介などで、当河川のことを『クリスタル・リバー』と呼ぶなど峻険な山間を蛇行して流れる水は透明度が高く、その美しさは淡水専門の写真家内山りゅうが絶賛しており、県の観光協会などによる「水の国わかやま」PRの契機にもなっている。周囲の山は崖が多い降水量の多さも相まって森林に覆われ、自然林が良好な状態で残存している。七川ダムより下流は時期によって河川が濁ることもあるが、河口付近でも川底が透けて見えるほどであり、川遊びに興じる人も少なくない。
支流の一つ・小川にある滝の拝をはじめ多数の小規模な滝がある。

また、他の支流に添野川（そいのがわ）、佐本川（さもとがわ）などがあり、平井川流域ではユズ栽培が盛ん。
流域には国の天然記念物である古座川の一枚岩や上記の滝の拝など、火山活動で形成された岩盤や地層による奇景が多く見られ、これらは熊野カルデラの遺構といわれており、南紀熊野ジオパークの構成遺産となっている。
周辺の自然は和歌山県でも特によく保存された地域であり、稀少な生物は数多い。平井川にはオオサンショウウオがいるが、これは人為的に持ち込まれたもので、自然繁殖している。鮎の漁獲も多く、支流を含め天然鮎が多く遡上する河川でもある。またエビ、カニ類の棲息も多く、ウナギの名所としても知られている。
歴史的に水害、特に河川氾濫による浸水被害を多く受けてきた河川でもある。河口に古座の集落が展開しているため、平成23年の台風12号、昭和33年の台風17号では中流～下流の数百棟が床上浸水した。そのため、護岸補強、河底掘削、また台風12号を教訓に七川ダムでは多雨を予測し事前放流を実施することにしている。

## 流域の自治体
和歌山県
東牟婁郡古座川町、串本町

## 主な支流
平井川、小川、佐本川、添野川、三尾川谷 他

## 流域の観光地

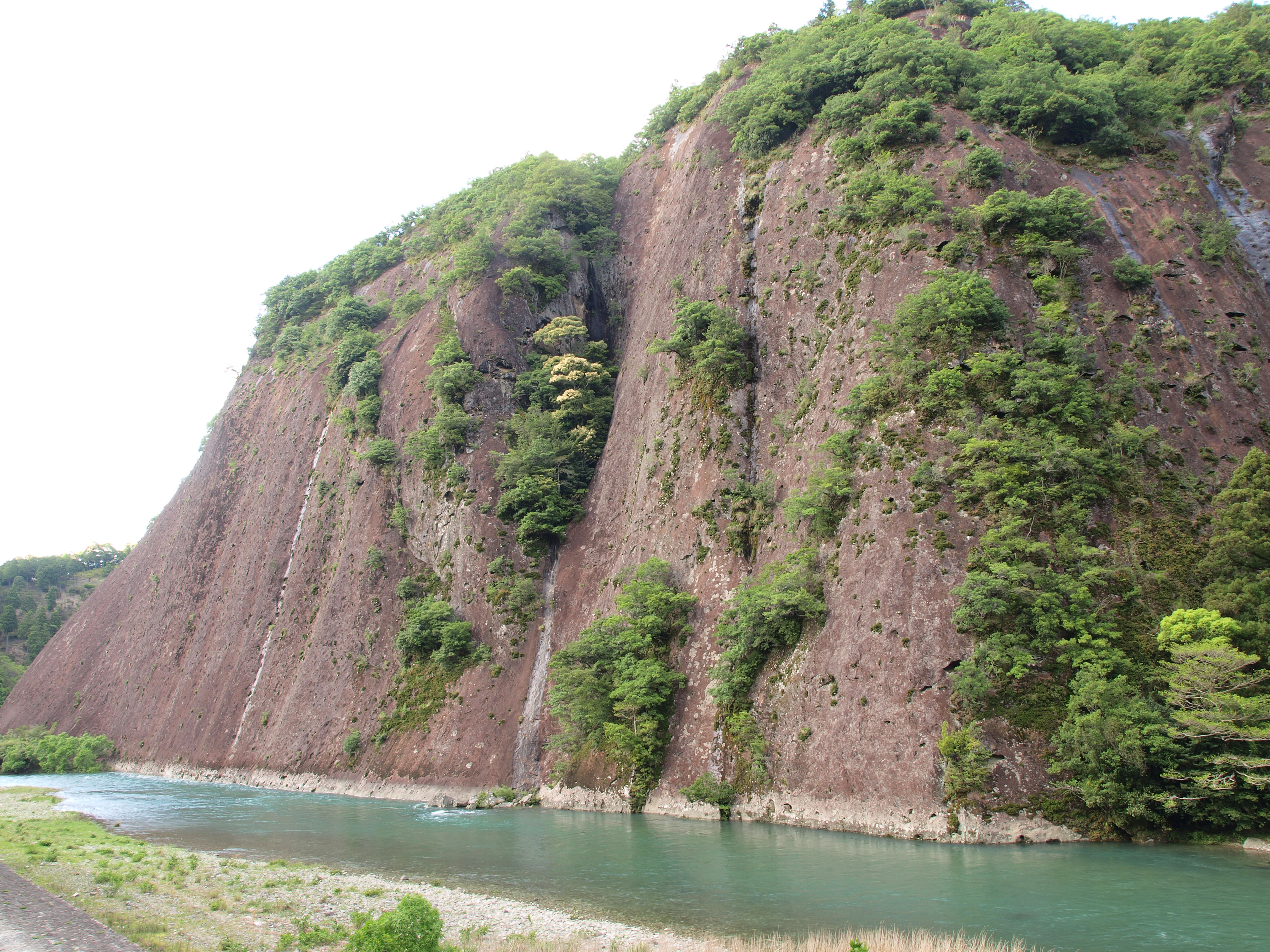
一枚岩

- 川下り

カヌーでの川下りが盛んで、河口に近い古座駅にはレンタルカヌーの受付が併設されている。
- 古座峡

古座川の一枚岩（国指定の天然記念物）、天柱岩など
- 月野瀬温泉
- 湯の花温泉

## 並行する交通

### 鉄道
並行する鉄道は無い。
JR西日本 紀勢本線 紀伊田原駅 - 古座駅間で渡河。

### 道路
- 国道42号渡河
- 和歌山県道227号田原古座線
- 和歌山県道38号すさみ古座線
- 和歌山県道228号高瀬古座停車場線
- 和歌山県道43号那智勝浦古座川線
- 国道371号
- 和歌山県道39号串本古座川線
- 和歌山県道224号佐本深谷三尾川線
- 和歌山県道229号古座川熊野川線

## 橋脚
- 古座大橋
- 鶴川橋
- 一雨橋
- 相瀬橋
- 三尾川橋
- 今津橋

など 